# République napolitaine (1647-1648)
Pour les articles homonymes, voir République napolitaine.
 (janvier 2017).

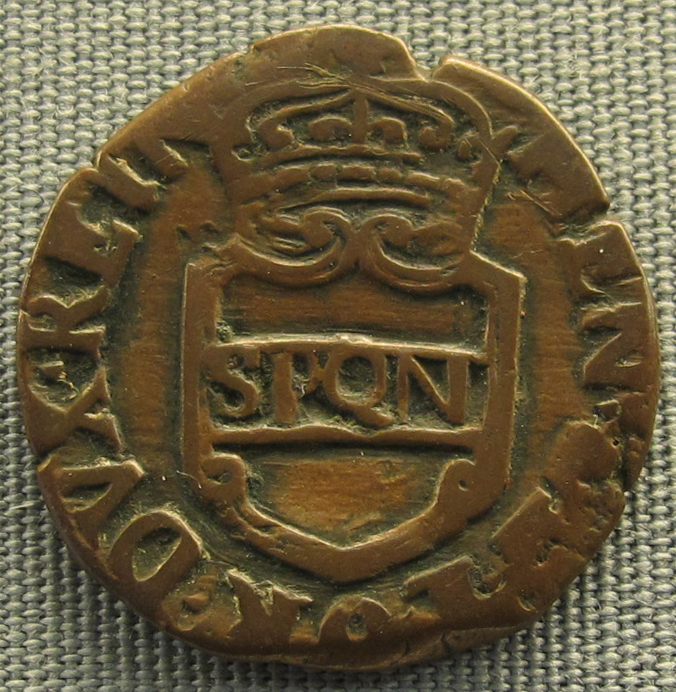
Monnaie de bronze frappée par la République de Naples en 1648 avec les lettres « SPQN » (Senatus PopulusQue Neapolitanus).

La première République napolitaine est fondée à Naples en octobre 1647 à la suite de la révolte populaire initiée par Masaniello et Giulio Genoino contre le régime de la Vice-royauté espagnole. Ce bref épisode qui dura moins d'une année s'inscrit dans le cadre européen de la guerre de Trente Ans et de la rivalité franco-espagnole de cette époque.

## Histoire

### Origines de la révolution
Le chercheur italien Rosario Villari fait remonter les origines de cette république à la révolte de Naples de 1585 au cours de laquelle la foule tua en mai l’élu du peuple, Giovan Vincenzo Starace, accusé de spéculer sur le blé. Quoique réprimé dans le sang, ce soulèvement marqua l’entrée en scène du ceto civile (la bourgeoisie citadine) sur le plan politique ainsi que l’émergence d’un mouvement populaire réformateur.
Sur le plan international, Naples se trouve impliquée indirectement dans la guerre de Trente Ans, commencée en 1618 : Madrid réclame à partir de 1630 de plus en plus d'argent, et lève des impôts, qui vont peser sur la Campanie. Quelques années plus tôt, le vice-roi Pedro Téllez-Girón, duc d'Osuna (1574-1624) avait tenté de réformer la situation économique et sociale en s'entourant de conseillers, dont le juriste Giulio Genoino, mais le duc est bientôt renversé par la noblesse.
Au moment des premières émeutes le 6 juillet 1647, Rodriguez Ponce de Léon est le vice-roi.

### Soulèvement et enjeux
La création de cette république fut soutenue par le duc Henri II de Guise, descendant du roi René d'Anjou, qui voulait renouer avec les prétentions de sa famille sur le royaume de Naples. Elle reçut plusieurs noms officiels, tels que république sérénissime du royaume de Naples, république royale et monarchie républicaine sérénissime de Naples, noms singuliers qui reflètent la double nature du régime, à la fois républicain et monarchique. Son sceau comportait un écu rouge frappé du sigle S.P.Q.N (Senatus Populusque Neapolitensis), surmonté de la devise Libertas et des armes du duc de Guise.
Le manque de soutien de Mazarin à Henri, désireux de ne pas renforcer la puissance de la maison de Guise, fait avorter cette tentative.
La république est proclamée le 22 octobre 1647 par Gennaro Annese, et prit fin le 5 avril 1648, date de la chute du fort de Nisida et de l'entrée dans la ville des troupes espagnoles.
La révolution napolitaine est un jeu à quatre forces (la monarchie, l’aristocratie, le peuple et les robins, ou ministériales). Pour certains historiens (par exemple Benedetto Croce dans Storia del Regno di Napoli), elle s’est conclue par la victoire de l’État monarchique moderne sur une noblesse rétrograde. D’autres (comme Rosario Villari), y voient la victoire de la noblesse face à une monarchie affaiblie, marquant la faillite définitive de l’État moderne face aux forces féodales. Une autre tendance (Pier Luigi Rovito) présente la magistrature comme vainqueur du conflit, aux dépens des nobles et du vice-roi. Dans cette optique, la révolution de 1647 apparaît comme une « révolution constitutionnelle » analogue à la Fronde, dont les instigateurs sont les Robins, alliés à la monarchie contre la noblesse et le petit peuple.

## Chronologie détaillée

### 1647

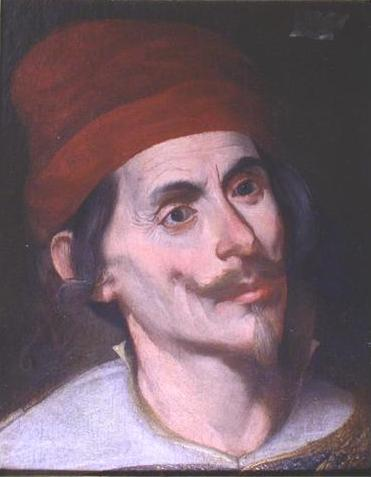
Masaniello

- 7 juillet : Révolte des Napolitains contre l’Espagne à l’occasion de la perception d’une taxe sur les fruits. Le pêcheur d’Amalfi Thomas Aniello, dit Masaniello prend la tête de la foule. Le vice-roi, le duc d’Arcos, se retire dans la forteresse du Château-Neuf tandis que l’insurrection se répand dans la région de Salerne, dans les Pouilles et en Calabre.
- 11 juillet : Masaniello, jusqu’à ce jour, date de l’entrevue avec le vice roi au Château-Neuf, avait conservé ses haillons de pêcheur. Il revêt alors une « casaque de toile d’argent ». Il se rend au Château-Neuf en compagnie de l’archevêque, le cardinal Ascanio Filomarino et une foule de peuple qui gronde quelque peu. Le duc d’Arcos lui fait mille caresses. L’entrevue dure. Le peuple se fait menaçant pour faire libérer Masaniello. Le duc d’Arcos, le cardinal et Masaniello paraissent donc au balcon. Acclamations interminables. Masaniello met un doigt sur les lèvres. Silence. Il demande alors à la foule de se retirer. Elle se retire aussitôt.
- 16 juillet : Masaniello est assassiné sur ordre du vice-roi.
- 17 octobre : L’arrivée d’un nouveau vice-roi à Palerme, le cardinal Giangiacomo Teodoro Trivulzio, calme les esprits.
- 22 octobre : l’armurier Gennaro Annese devient chef des Napolitains. Il proclame la République et la place sous la protection de la France.
- 24 octobre : Les insurgés font appel à l’ambassadeur de France à Rome. Les députés napolitains arrivent à Rome et saluent Henri II de Guise le genou à terre. Assaut d’amabilité, Guise les relève, eux ne veulent pas lui parler autrement. Finalement ils parlent debout. Ils portent une lettre signée « le peuple de Naples et son royaume ». Ils ont aussi une lettre de Gennaro datée du 24 octobre 1647 « Du palais du royal poste du tourjon des Carmes » et signée « SA ? Généralissime et chef du très-fidèle peuple de Naples ». Annèse entretient une correspondance secrète avec la France. Guise est appelé comme protecteur de la République. Il détient l’autorité militaire. Mais Annèse considère que l’autorité civile lui revient. Il refuse de considérer Guise comme son supérieur. C’est à cause de cette jalousie qu’Annèse trahit.
- 13 novembre : Les felouques ont attendu Guise à Fiumicino pendant 7 à 8 jours. Les Napolitains menacent de se rendre s’ils ne sont pas secourus par la flotte française avant le samedi 16 novembre. Le vent est enfin favorable. Guise s’embarque. Il entend la messe, se change et paraît « le collet de buffle sur le corps » ; les abbés de Saint-Nicolas et de La Feuillade lui font la conduite en carrosse. Nouvelles oraisons. Une trompette sonne devant Guise.
- 15 novembre : Arrivée à 11 heures du duc Henri II de Guise à Naples où il est proclamé généralissime des insurgés et duc de la République napolitaine (19 décembre). Il cherche l’appui de la noblesse locale et dédaigne l’appui populaire.
- 16 novembre : Au matin, Guise va entendre la messe aux Carmes. Gennaro prend toujours la droite à Guise. Luigi del Terro s’est couvert d’une perruque de crin de cheval noir. Il marche devant eux en criant : « Vive le peuple, le général Gennaro, le duc de Guise ! » Il donne des coups d’épée et blesse de nombreux spectateurs. À la sortie, Gennaro et Guise montent à cheval pour défiler devant la foule. Gennaro est désarçonné. Itinéraire : Place du marché, la Concherie avec accueil très chaleureux de Pépe Palombe. Guise le fait mestre de camp.
- 22 novembre : Après huit jours de cohabitation, Guise quitte la maison de Gennaro pour s’installer aux Carmes. Il a dormi dans le propre lit de Gennaro et en sa compagnie. Cela l'incommodait quelque peu.
- 23 novembre : Gennaro met la main sur un trésor sacré des jésuites. Toute une nuit, il tourmente personnellement le portier pour savoir s’il ne cache pas d’autres richesses.
- 1er décembre : sac de Salerne par les forces populaires d'Ippolito da Pastena.
- 12 décembre : Toujours dans l'expédition de Naples, attaque d’Averse, avec 3 500 hommes, dont beaucoup de gueux (Lazares) avec comme seule arme un pieu de bois brûlé « à l’extrémité ». Le départ est différé au lendemain. Car Guise anime deux attaques victorieuses sur deux postes de la ville.
- 15 décembre: violente consulta populaire; opposition de Domenico (partisan de Guise) à l'idée de république défendue Antonio Basso.
- 17 décembre : prise d’Aversa par les troupes commandées par Modène.
- 18 décembre : la flotte française commandée par le duc de Richelieu devant Naples.
- 22 décembre : combat naval.
- 23 décembre : coup d’État de Guise, proclamé « duce di questa Serenissima Real Repubblica di Napoli » et chef unique de la république ; échec partiel et refuge de Guise dans la cathédrale face à la mobilisation d’Annese : coup qualifié de « piccolo 18 brumario » par l’historien Michelangelo Schipa.
- 24 décembre : élection de Guise comme duc de Naples pour sept années et engagement de convoquer un Sénat.

### 1648

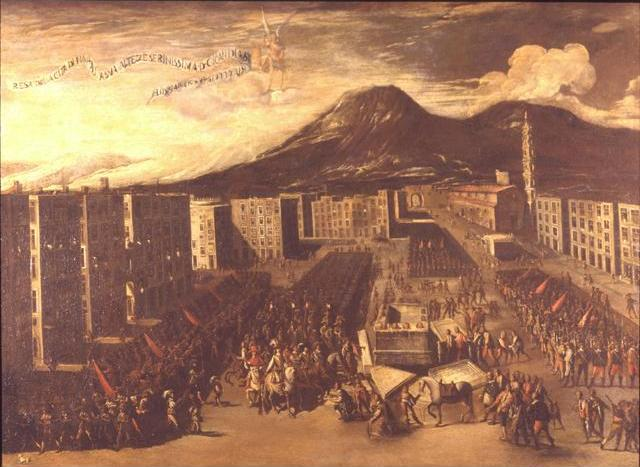
6 avril : La reddition de Naples à Don Juan d’Autriche, toile de Carlo Coppola, 1648

- 4 janvier : Guise capture, grâce à ses espions, le duc de Tursi et son petit-fils, le prince d’Avelle, le secrétaire de Don Juan d’Autriche à l’église Li Patri Luchezi dans le faubourg de Chiaia.
- 5 janvier : Le jour des rois. Les troupes de Guise ont quelque peu pillé à Averse. Le lendemain des rois, Guise arrive vers 10 heures du matin à Averse. Il est accueilli par le baron de Modène.
- 8 janvier : 300 mulets arrivent à Naples chargés de blé. Guise avance au-devant du convoi et, à 16 heures, voit dans le ciel une sorte de comète très lumineuse qui tombe et se fragmente en trois morceaux.
- 2 février : Guise va entendre la messe à l’hôpital des incurables (dont son confesseur, le P . Capece, est le recteur). Il a amené sa musique et est accueilli par « un grand concours de peuple ». Le même jour, la galère capitaine de la flotte espagnole se mutine. La galère s’échoue près de Naples. Ses avaries sont trop graves pour la récupérer. Guise avec les forçats turcs dont il ne sait trop quoi faire une excellente compagnie de soldats animés par une forte haine des Espagnols.
- 9 février : Départ de la flotte espagnole de Naples pour l’Espagne. Elle veut effectuer des réparations.
- 12 février : Jour de l’attaque générale, Guise fait sonner l’attaque à la pointe du jour. Les bandits de Paul de Naples après un semblant d’offensive, se cachent à plat ventre derrière un mur. Le chevalier de Forbin leur donne des coups de canne pour les faire avancer. En vain. Il frappe même les officiers.
- 15 février : Mort de Cerisantes. Guise : « Il y courut et l’émotion ou quelque nécessité pressante l’ayant obligé de mettre chausses bas derrière une muraille, il reçut une mousquetade qui lui emporta l’ongle du gros orteil, où la gangrène se mettant, il mourut trois jours après. »
- 19 février : Don Juan de San-Severine, comte de La Saponare (puis prince de Bisignane) se rallie à Guise.
- 2 mars : Arrivée du Comte d’Ognate dans la garnison espagnole de Naples. Le roi l’a nommé vice-roi ignorant que don Juan l’avait précédé en révoquant le duc d’Arcos et en se nommant soi-même à sa place. Guise espère un conflit entre les deux hommes qui ne se produit pas.
- 20 mars : La nuit, Guise a fait creuser dans le plus grand secret une galerie de plus de 1 500 pas qui conduit à la citerne à huile derrière les lignes espagnoles et permet de lancer une attaque par surprise. Mais ils sont découverts.
- 23 mars : Découverte de la tentative d’assassinat du duc de Guise, montée par les Espagnols, par la main de Vincenzo de Andrea. Guise devait être arquebusé par Cicio de Regina, capitaine de régiment, le 25 mars au cours de la messe à l’église de l’Annonciade.
- 26 mars : Cicio de Regina est traîné sur une claie jusqu’au Marché. Comme d’habitude il est pendu par un pied, décapité et sa tête est placée sur l’épitaphe du Marché.
- 28 mars : Ascanio Filomarino propose à Guise de la part des Espagnols qu’il leur remette le royaume de Naples en échange de la Sardaigne. Refus ironique de Guise.
- 30 mars : Guise intercepte un courrier du marquis de Velade, gouverneur de Milan, au comte d'Ognate qui montre que les Espagnols craignent de devoir abandonner Naples et qu’ils s’attendent à une offensive française sur Milan. Guise, content de ces bonnes nouvelles ne veut pas en priver le comte d’Ognate et rend la dépêche au courrier en l’invitant à terminer sa course.
- 1er avril : Éclipse à Naples.
- 2 avril : Guise reçoit la visite de Cucurulle, le plus grand astrologue d’Italie : les astres annoncent un renversement de fortune en faveur des Espagnols. C’est la raison pour laquelle, Cucurulle est venu voir Guise. Il souhaite qu’on lui délivre un passeport pour quitter Naples.
- 4 avril : Après avoir entendu la messe à Notre Dame des Carmes, et après avoir dîné, Guise marche avec quatre pièces de canon et 500 ou 600 hommes vers l’île de Nisita. Cette île est séparée de la terre par un bras de mer de deux cents pas. Guise bombarde quelques maisons où se sont retranchés des mousquetaires espagnols.
- 5 avril : Jour des Rameaux. D’abord messe. Guise déloge d’abord les Espagnols du petit lazaret, un petit rocher entre l’île et la terre ferme qui servait aux quarantaines. Il y met trente mousquetaires. Guiche couche à Pausilippe.
- 6 avril : Messe de bonne heure. Les felouques nécessaires au débarquement sont arrivées. Les Espagnols sont « fort incommodés » par les tirs d’artillerie de Guise. Guise donne enfin l’assaut. Saint-Amour, un cornette a le bras cassé par une mousquetade, il en meurt quatre jours plus tard. L’île est prise. Mais les Espagnols se sont retranchés dans une tour au centre de l’île. Annèse livre Naples à Don Juan d’Autriche et aux Espagnols. Il remet aux Espagnols les clefs de la Tour des Carmes. Les autres points stratégiques de la ville sont livrés aux Espagnols. Don Juan transmet presque aussitôt l’autorité sur la ville au comte d’Onatte. Il oublie encore plus vite la promesse d’amnistie et nomme une junte pour juger les responsables des troubles. Annèse et ses compagnons auront la tête tranchée. Henri II de Guise est fait prisonnier par le nouveau vice-roi de Naples, le comte d’Onate. Le mercredi Saint, Poderico propose à Guise - qui accepte - d’entendre les Ténèbres[3]. Lorsque la France envoie une véritable flotte (mai), il est trop tard.
- 19 mai : En mai 1648, jour de l’Ascension, Guise s’embarque sur une galère pour l’Espagne. Il sera ensuite traité durement et restera en Espagne jusqu'au 1er juillet 1652. C'est Condé qui obtiendra sa libération.
- 20 juin : après un simulacre de procès, Gennaro Annese est exécuté avec ses compagnons, sa tête est exposée aux habitants.